# Circuito Brasileiro de Voleibol de Praia Feminino de 2025
O Circuito Brasileiro de Voleibol de Praia Feminino de 2025, também chamado de Circuito Banco do Brasil de Vôlei de Praia  (Top 16) e , é a trigésima quarta edição da principal competição nacional de vôlei de praia na variante feminina, previsto para ter início em 5 de fevereiro de 2025 em Navegantes, Santa Catarina.

## Resultados

### Circuitos Top 16 & Open 2025
| Evento                                                                                          | Ouro | Prata | Bronze | Quarto lugar |
| Top-16 ⇒ 1ª Etapa Navegantes Santa Catarina 5 a 9 de fevereiro de 2025                          |      |       |        |              |
| Open ⇒ 1ª Etapa Navegantes Santa Catarina 5 a 9 de fevereiro de 2025                            |      |       |        |              |
| Top-16 ⇒ 2ª Etapa Saquarema, Rio de Janeiro (Estado) 2 a 6 de abril de 2025.                    |      |       |        |              |
| Open ⇒ 2ª Etapa Saquarema, Rio de Janeiro (Estado) 2 a 6 de abril de 2025ref name="srsetcbvp"/> |      |       |        |              |
| Top-16 ⇒ 3ª Etapa Brasília, Distrito Federal 23 a 27 de abril de 2025.                          |      |       |        |              |
| Open ⇒ 3ª Etapa Brasília, Distrito Federal 23 a 27 de abril de 2025                             |      |       |        |              |
| Top-16 ⇒ 4ª Etapa Aracaju, Sergipe 14 a 18 de maio de 2025.                                     |      |       |        |              |
| Open ⇒ 4ª Etapa Aracaju, Sergipe 14 a 18 de maio de 2025                                        |      |       |        |              |
| Top-16 ⇒ 5ª Etapa Cuiabá, Mato Grosso 16 a 20 de julho de 2025.                                 |      |       |        |              |
| Open ⇒ 5ª Etapa Cuiabá, Mato Grosso 16 a 20 de julho de 2025                                    |      |       |        |              |
| Top-16 ⇒ 6ª Etapa Marechal Deodoro, Alagoas 2 a 10 de agosto de 2025.                           |      |       |        |              |
| Open ⇒ 6ª Etapa Marechal Deodoro, Alagoas 2 a 10 de agosto de 2025                              |      |       |        |              |
| Top-16 ⇒ 7ª Etapa João Pessoa, Paraíba 10 a 14 de setembro de 2025.                             |      |       |        |              |
| Open ⇒ 7ª Etapa João Pessoa, Paraíba 10 a 14 de setembro de 2025                                |      |       |        |              |
| Top-16 ⇒ 8ª Etapa Rio de Janeiro, Rio de Janeiro (Estado) 10 a 14 de setembro de 2025           |      |       |        |              |
| Open ⇒ 8ª Etapa Rio de Janeiro], Paraíba 10 a 14 de setembro de 2025                            |      |       |        |              |
| Top-16 ⇒ 9ª Etapa Itapema Santa Catarina 27 a 30 de novembro de 2025                            |      |       |        |              |
| Open ⇒ 9ª Etapa Itapema Santa Catarina 27 a 30 de novembro de 2025                              |      |       |        |              |
| Top-16 ⇒ 10ª Etapa Fortaleza, Ceará 15 a 18 de dezembro de 2025                                 |      |       |        |              |
| Open ⇒ 10ª Etapa Fortaleza, Ceará 15 a 18 de dezembro de 2025                                   |      |       |        |              |

## Classificação final

### Premiações individuais
Os destaques da temporada foramː
| MVP                     |
| Melhor Ataque           |
| Craque da Galera        |
| Melhor Bloqueio         |
| Melhor Saque            |
| Melhor Recepção/Passe   |
| Melhor Defesa           |
| Melhor Levantador       |
| Atleta que mais evoluiu |
| Revelação               |
| Melhor Técnico          |